# Paul Collins' Beat
Paul Collins' Beat (inicialmente denominados The Beat, depois denominados Paul Collins Beat) são, segundo texto de Chris Woodstra, no Allmusic, uma banda de power pop de Los Angeles. Formada por Paul Collins (ex The Nerves), o The Beat gravou seu LP de estreia, auto-intitulado, após assinar com a Columbia Records em 1979. Apesar das boas críticas, e algum sucesso regional, o álbum não conseguiu fazer muito impacto. A segunda tentativa, de 1981, The Kids Are The Same - desta vez com a banda denominada Paul Collins' Beat, para não confundir com a banda inglesa The Beat -, também falhou e efetivamente acabou com o grupo. No entanto, Collins voltou com uma linha mais hard rock, incluindo o baterista de Patti Smith, Jay Dee Daugherty. Seu EP, To Beat Or Not To Beat, foi novamente ignorado. Paul Collins passou a tocar em carreira solo nos anos 90, depois voltando a gravar novo material como Paul Collins Beat (sem apóstrofo).

## História

### 1976: EPThe Nerves
A biografia, contida na página oficial, afirma que o músico Paul Collins passou sua pré-adolescência na Grécia, Vietnã e Europa, antes de retornar a sua terra natal, Nova Iorque. Ele estudou na Julliard Music School, se mudando depois para San Francisco, onde se reúne, em 1974, aos músicos Jack Lee e Peter Case para formar o The Nerves; que gravou um EP em 1976 com o clássico "Hanging On The Telephone", regravado pelo Blondie em seu álbum Parallel Lines. O Discogs aponta, neste EP, a última música, "Working Too Hard", como a única composta por Paul Collins. 

### 1979-1993: The Beat, Paul Collins' Beat, solo e The Paul Collins Band
Com o fim do The Nerves, Collins se muda para Los Angeles e forma o The Beat, em 1979, com o baixista Steven Huff, o baterista Mike Ruiz e o guitarrista principal Larry Whitman. Um amigo, Eddie Money, os recomendou para gestão pelo lendário Bill Graham (com um contrato com a gravadora CBS). Sob nova gestão, saíram em turnê com The Police, The Jam e Joe Jackson; também com inúmeras aparições na TV e gravando seu álbum de estreia no mesmo ano, The Beat, com o produtor Bruce Botnick (que produziu para o The Doors). O disco contou com guitarras e refrões influenciados por The Beatles e The Byrds. Logo após, quando uma banda de ska do Reino Unido começou a usar The Beat em seu nome, The Beat passou a ser denominado Paul Collins' Beat. 
O segundo álbum do Paul Collins' Beat, The Kids Are The Same, sai em 1981. Paul Collins continuou a gravar álbuns e fazer shows como Paul Collins' Beat ao longo dos anos 80, acompanhado por Steven Huff em seus seis primeiros trabalhos (informa o site Band to Band), lançando também To Beat Or Not To Beat (1983), Long Time Gone (1985) - gravado com Jim Barber na guitarra e Paul Bultitude na bateria, segundo a discografia de EPs -, Live At The Universal (ao vivo em 1986, na Espanha, com Emilio Huertas na guitarra e Manolo De Palma na bateria) e seu último álbum, One Night (de 1989, com Jeff Leeds na guitarra e gaita e Hector Toro na bateria e percussão); então partindo para carreira solo e gravando o álbum Paul Collins (1992), que incluía convidados especiais como Greg Kihn, Cyril Jordan (dos Flamin' Groovies), Jeff Trott (Sheryl Crow), Chuck Prophet, Dave Immergluck (Counting Crows) e os principais membros da banda de Chris Isaak; montando logo a The Paul Collins Band, que lançou o álbum From Town To Town em 1993, gravado com Arty Lenin (The Flashcubes), Rick Wagner e Will Rigby (The dB's) e Billy Fica (Television). Este álbum foi lançado pela Caroline Records, segundo a biografia oficial, e pela DRO (Discos Radioactivos Organizados), contando com um som similar ao dos Byrds.

### 2004-2014: Paul Collins Beat,Feel The Noise
Segundo a página oficial, após um período de dez anos, Paul Collins retorna como Paul Collins Beat e lança, nos Estados Unidos, os álbuns Flying High (2007), Ribbon of Gold (2008) e King of Power Pop! (2010), este último gravado em Detroit. Em 2014 Paul Collins lança o álbum Feel The Noise.

## Discografia: Paul Collins' Beat

### Álbuns e EPs
- The Beat (1979) - Columbia Records-CBS / Relançamentos: (1994) - Wagon Wheel Records / (2009) - Get Hip Recordings / (2012) - Columbia-Culture Factory
- The Kids Are The Same (1981) - Columbia Records-CBS / Relançamentos: (1995) - Wagon Wheel Records / (2012) - Get Hip Recordings / (2013) - Columbia-Culture Factory [carece de fontes?]
- 12" EP: To Beat Or Not To Beat (1983) - Passport Records, EUA / (1983) - DRO, Espanha / (1983) - Closer Records, França / Relançamentos: (1984) - Record Runner, Espanha
- Long Time Gone (1985) - DRO, Espanha / (1985) - Closer Records, França
- One Night (1989) - Producciones Twins, Espanha / (1989) - Closer Records, França
- To Beat Or Not To Beat/Long Time Gone (2004) - Wounded Bird Records - Reunião do EP e 3º álbum em um CD
- The Beat/The Kids Are The Same (2005) - Wounded Bird Records - Reunião do 1º e 2º álbuns em um CD
- Flying High (2006) - MVS Records, França / (2006) - Lucinda Records, Espanha / (2007) - Get Hip Recordings, EUA
- Ribbon of Gold (2008) - Get Hip Recordings, EUA / (2008) - Rock Indiana, Espanha
- King of Power Pop! (2010) - Alive Records
- Feel The Noise (2014) - Alive Records

### Ao vivo
- Live At The Universal (1986) - Producciones Twins, Espanha (gravado em 11/07/1986)
- 1979 (2012) - Lady Kinky Karrot Records, Itália (gravado em 13/12/1979 - edição limitada, 500 cópias)

### Músicas em coletâneas de power pop
- DIY: Shake It Up! - American Power Pop II (1978-80) (1993) - Rhino Records (músicas "Walking Out On Love" e "Work-A-Day World")
- Yellow Pills - More Great Pop! Volume 3 (1996) - Big Deal Records (música "I've Always Got You On My Mind")
- Poptopia! Power Pop Classics of The '70s (1997) - Rhino Records (música "Rock N Roll Girl")
- 20 Greats From The Golden Decade of Power Pop (2005) - Varèse Sarabande (música "Rock N Roll Girl")

### Tributo
- The Beat Or Not The Beat (1994) - Pop Attack Records, Austrália / (1994) - Wagon Wheel Records, EUA

## Discografia: Paul Collins
- Paul Collins (1992) - DRO, Espanha

## Discografia: The Paul Collins Band
- From Town To Town (1993) - Wagon Wheel Records, EUA / (1993) - Caroline Records, Espanha